# Közönséges hangyaleső
A közönséges hangyaleső (Myrmeleon formicarius) a rovarok osztályának az recésszárnyú fátyolkák (Neuroptera) rendjébe, ezen belül a hangyalesők (Myrmeleontidae) családjába tartozó, Magyarországon is honos, védett faj.

## Előfordulása
A közönséges hangyaleső elterjedési területe Európa nagy része, északon Dél-Skandináviáig. A rovar aránylag ritka, bár vannak helyek, ahol gyakorinak számít.

## Megjelenése
A közönséges hangyaleső szitakötőkre emlékeztető, erős szájszervű rovar. Testhossza 28–35 milliméter, a kiterjesztett szárnya 60–87 milliméter. Csápjai rövidek. A színe fekete-barna, a potrohgyűrűk szegélyei, valamint a lábak sárgák, a szárnyai üvegtiszták és sárgásfehérek, nincs rajtuk folt.

## Életmódja
A közönséges hangyaleső meleg vidékek, füves puszták és fenyérek homokos felületein él. A közönséges hangyaleső alkonyatkor tevékenykedik, és rovarokra vadászik.

## Szaporodása

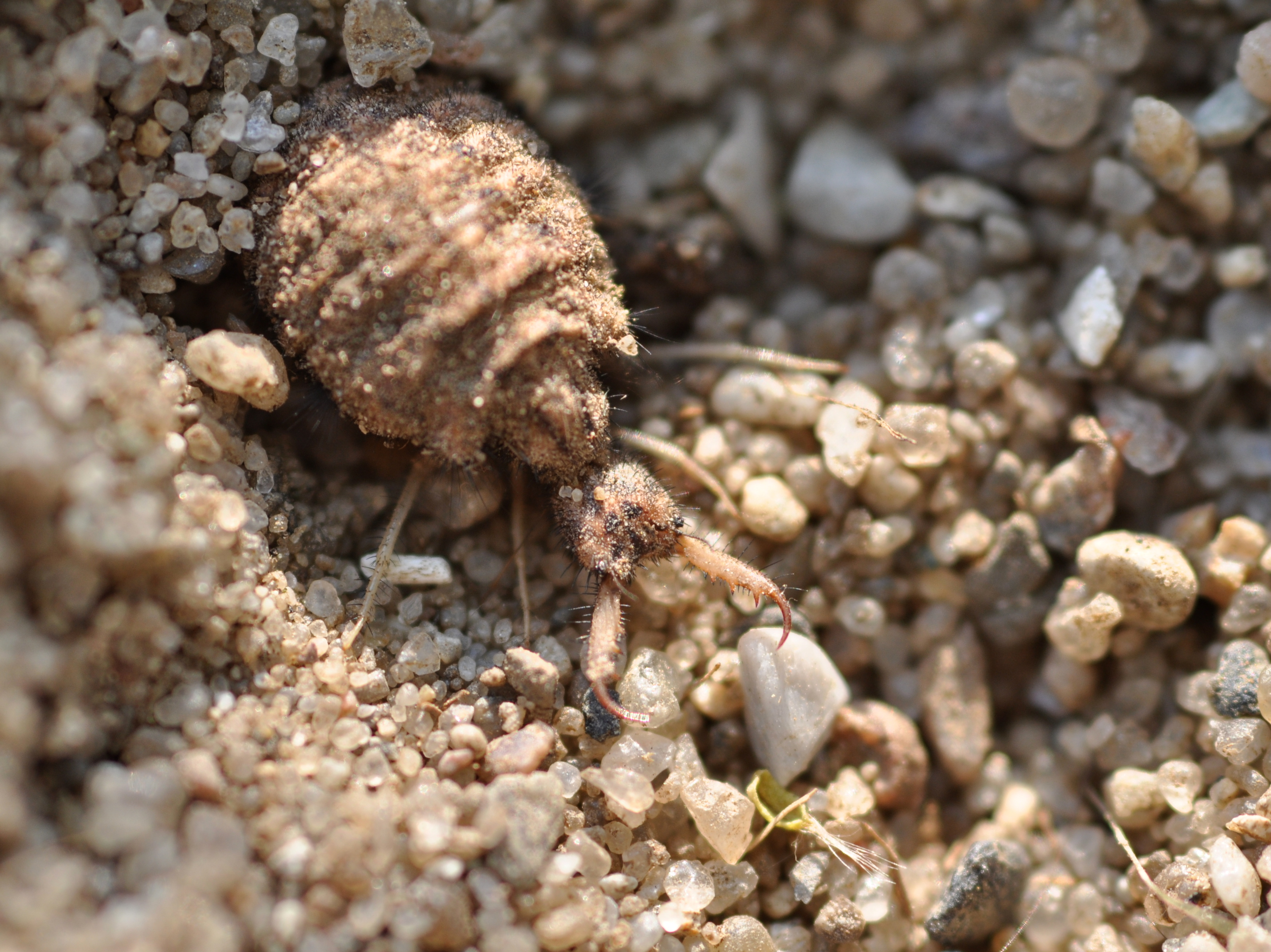
A közönséges hangyaléeső lárvája

Teljes átalakulással fejlődnek. Lárvája a laza, homokos talajban él, itt fogócsöveket készít, melyeknek mélyén várakozva elfogja és megöli az arra tévedő hangyákat és más kisebb rovarokat, bénító mérget és emésztőenzimeket juttatva az áldozat testébe. A lárvák csak hátrafelé képesek futni.
Tavasszal a harmadik lárvaállapotuk után homokból készült gubóba bábozódik be.